# Droga ekspresowa 57 (Izrael)
Droga ekspresowa 57 (hebr.: כביש 57) – droga ekspresowa w centralnej części Izraela.
Dawniej droga rozpoczynała się na zachodzie przy mieście Netanja i kierowała się na wschód do Samarii, aby skończyć się na moście granicznym Damia na rzece Jordan. Obecnie droga jest podzielona na trzy niezależne części:
- Pierwsza część od miasta Netanja do Niccane Oz na granicy z terytoriami Autonomii Palestyńskiej.
- Druga część znajduje się na terytorium Autonomii Palestyńskiej. Podróżowanie na tym odcinku jest możliwe jedynie za posiadaniem specjalnych przepustek. Na tym obszarze istnieją liczne utrudnienia w ruchu. Dla własnego bezpieczeństwa należy stosować się do poleceń Sił Obronnych Izraela.
- Trzecia część zaczyna się na izraelskim posterunku wojskowym Beka'ot i kończy na moście Damia na rzece Jordan.